# Czausowe Druhe
Czausowe Druhe (ukr. Чаусове Друге) – wieś na Ukrainie, w obwodzie mikołajowskim, w rejonie perwomajskim, w hromadzie Perwomajsk. W 2001 liczyła 610 mieszkańców, wśród których 592 wskazało jako ojczysty język ukraiński, 11 rosyjski, 5 mołdawski, a 2 białoruski.